# Rotismühle

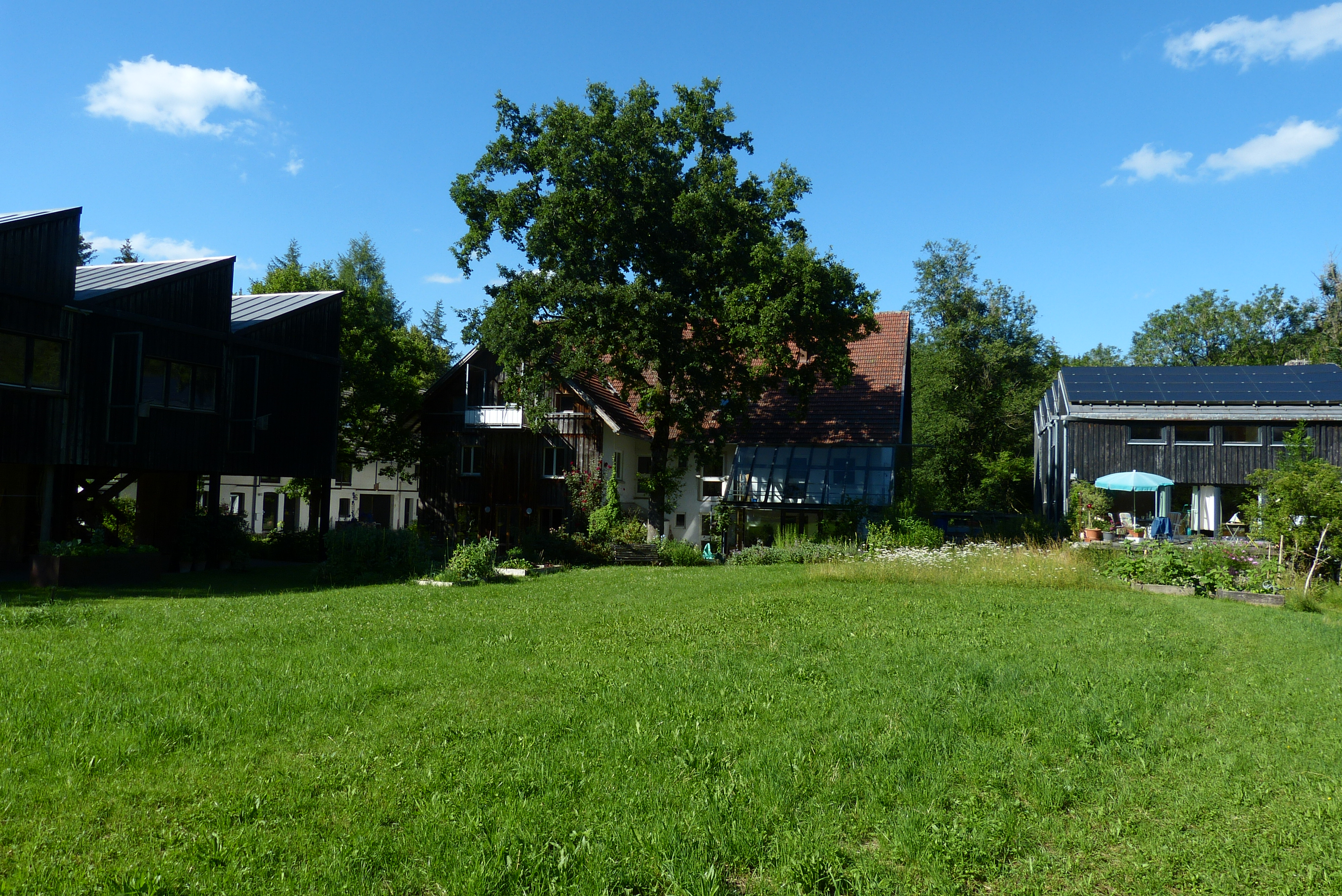
Rotismühle, 2020

Die Rotismühle (auch Rotis-Mühle oder E-Werk Aicher) ist eine im Jahr 1414 erstmals urkundlich erwähnte, ehemalige Burgmühle in Rotis, einem Weiler auf der Gemarkung der Großen Kreisstadt Leutkirch im Allgäu im Landkreis Ravensburg, in Baden-Württemberg.

## Beschreibung
Die Rotismühle war eine bis in die 1920er Jahre durch vier Wasserräder betriebene Mahlmühle und Sägewerk. Der damalige Rotismüller Anton Bertele installierte 1924/25 anstelle der Wasserräder zwei Francis-Turbinen. Zwischen 300 und in der Spitze 800 Sekundenliter Wasser der Hofser Ach fließen durch den 150 Meter langen Triebwerkskanal in das Krafthaus der Rotismühle. Schon in den 1930er Jahren wurde der erzeugte Strom auch für den Eigenverbrauch der Müllerfamilie verwendet. Bis 1994 gewann das Wasserkraftwerk Strom im Eigenverbrauch jedoch als Inselanlage. Ein allgemeines öffentliches Stromnetz gab es damals nicht. Der nächste private Netzunternehmer war die Firma Suiter aus Lautrach, die bis in die 1960er Jahre ihr Netz bis ins Rotis ausdehnte. Dies wurde dann von den Lechwerken übernommen. Im Jahr 1950 wurde eine der Francis-Turbinen durch eine Ossberger- oder auch Durchströmturbine genannt, ersetzt. Diese Turbinen fanden auch in Schmidsfelden und in der Emmerlander Mühle ihre Verwendung. Der Mahlbetrieb der Rotismühle wurde 1960 beim Bundesmühlenkontor abgemeldet, 1970 das Sägewerk stillgelegt.

### Aicher-Zeit

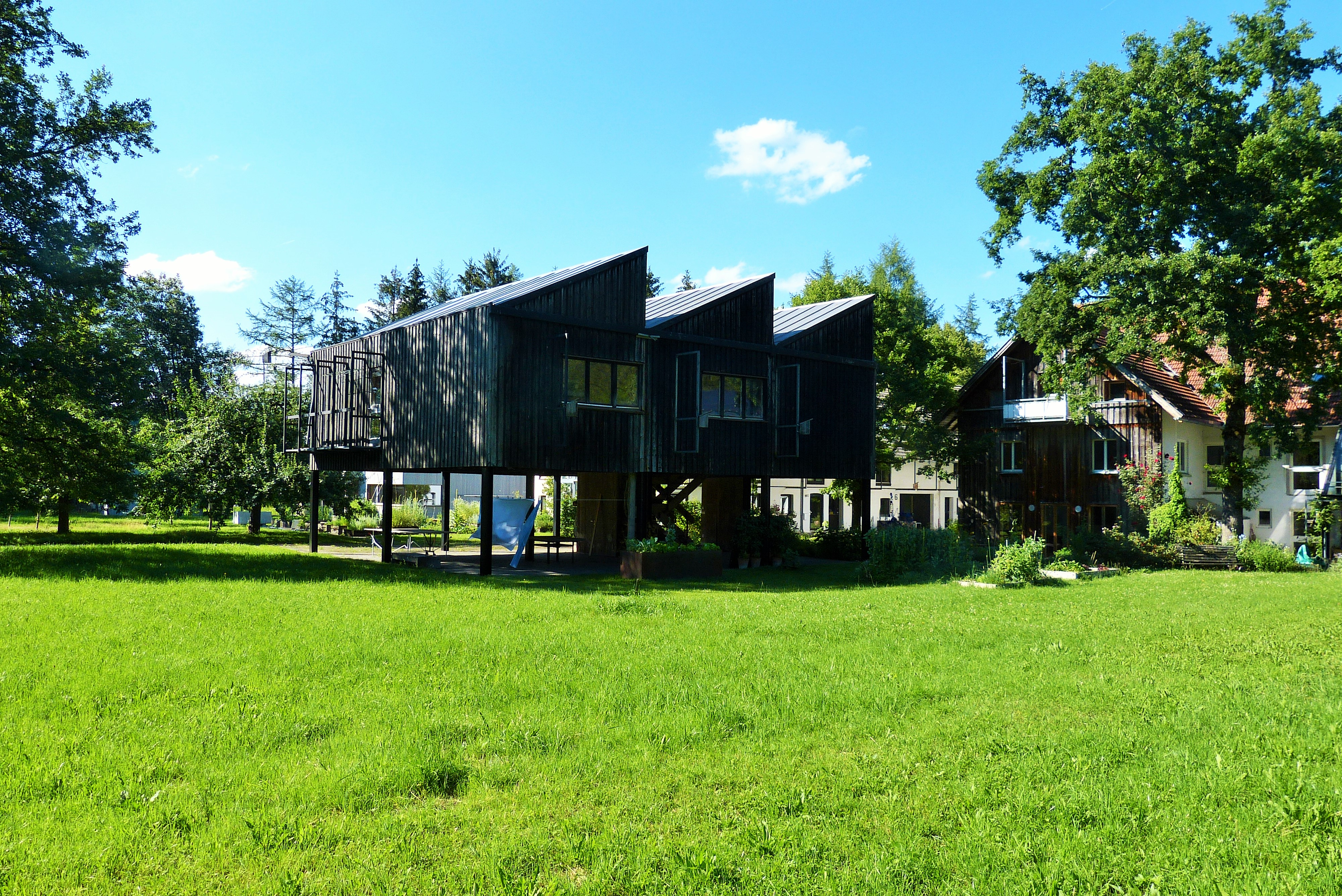
Ehemaliges Rotis Institut für analoge Studien (1984–1991), 2020

1971 erwarben die Schriftstellerin und Mitglied der Friedensbewegung, Inge Aicher-Scholl, und der Gestalter und Mitgründer der Hochschule für Gestaltung Ulm, Otl Aicher, das Anwesen. Das „büro aicher“ zog in die Räumlichkeiten der Mühle und des Sägewerks. Aicher, einer der Wegbereiter des Corporate Designs, nannte seine von ihm entwickelte Schrift „Rotis“. Aus dem „büro aicher“ wurde das „rotis büro“, später sogar die „autonome republik rotis“. Das Wasserkraftwerk blieb erhalten. 
Beim Krafthaus der Mühle ließ Aicher 1982 nach seinen Plänen die gemauerte Nordwand durch eine Glaswand mit Metallrahmen ersetzen. Anstelle des Sägewerks entstand ein Wohnhaus mit den Maßen 20 auf 10 Meter. Der Bau mit Satteldach und rechtwinklig ausgerichteten Anbauten bildet den linken Hausteil, die ehemalige Mahlmühle und rechter Hand der Wohntrakt des Müllers den anderen. Von 1984 bis 1991 befand sich das Rotis Institut für analoge Studien auf dem Gelände der Rotismühle, ein internationales Zentrum für Design und visuelle Darstellung von Unternehmen und Institutionen. Nach dem Tod Otl Aichers übernahm im Jahr 2000 der zweitjüngste Sohn, Julian Aicher, die Wassermühle. Schon in den letzten Jahrzehnten des 20. Jahrhunderts wurden teils aufwendige Sanierungsarbeiten der Wasserkraftanlage, vor allem im Bereich Flusslauf, Wehre, Triebwerkskanal und Turbinen, durchgeführt. Dies war auch nötig, denn mehrere Starkregen-Ereignisse der Jahre 2010, 2015 und 2016 führten zu so großen Schäden an den Flussbauwerken, dass teilweise die Stromproduktion über Monate zum Erliegen kam oder stark beeinträchtigt war. Von den in der Hochzeit neun dokumentierten Wasserwerken entlang der Hofser Ach waren 2015 noch sieben in Betrieb.